# Hoplocryptus byrsinus
Hoplocryptus byrsinus là một loài tò vò trong họ Ichneumonidae.